# Медведи открывают огонь
«Медве́ди открыва́ют ого́нь» («Медведи познают огонь», англ. Bears Discover Fire) — удостоенный премии Хьюго рассказ американского писателя-фантаста Терри Биссона.
Впервые опубликован в журнале «Isaac Asimov's Science Fiction Magazine» v14 № 8:144- (август 1990).

## Сюжет
В Луисвилле появились медведи, которые умеют собирать и разжигать костры, греясь возле них зимними вечерами вместо того, чтобы уйти в спячку.
Престарелая мать главного героя уходит из интерната и присоединяется к животным.
Отрывок из рассказа:
…Запах медведей резок, но не неприятен, стоит только привыкнуть к нему. Не то что он напоминает запах хлева, просто дикий. Я наклонился, чтобы прошептать матушке на ухо, но она отрицательно покачала головой. НЕВЕЖЛИВО ШЕПТАТЬСЯ В ПРИСУТСТВИИ СУЩЕСТВ, НЕ ВЛАДЕЮЩИХ ДАРОМ РЕЧИ, — выговорила она мне безмолвно. Уоллес-младший тоже молчал. Матушка поделилась с нами своим покрывалом, и мы смотрели на огонь, казалось, целые часы.
Большой медведь поддерживал костёр, ломая ветки и сучья, придерживая их за один конец и наступая на середину, как это делают люди. Он весьма умело регулировал высоту пламени. Ещё один время от времени ворошил угли дубиной, но остальные не вмешивались. Похоже, немногие из зверей знали, как пользоваться огнём, и именно они увлекали за собой остальных. Но разве не то же самое у людей? Иногда появлялся небольшой медведь, входил в освещённый круг и сбрасывал в кучу принесённый хворост. Придорожный хворост отличался серебристым оттенком, как плавник, выброшенный морем…

## Награды
- 1990 год — Премия «Небьюла», в номинации Рассказ (Short Story).
- 1991 год:
  - Премия (читательская) журнала Asimov’s Science Fiction, в номинации Рассказ;
  - Премия «Хьюго», в номинации Рассказ (Short Story);
  - Мемориальная премия Теодора Старджона, в номинации Лучший НФ-рассказ;
  - Премия «Локус», в номинации Рассказ (Short Story);
  - SF Chronicle Award.

## Издание
Рассказ входит в сборники:
- Bears Discover Fire (выходил так же под названием The Shadow Knows), 1993 год — это самый первый сборник Биссона из 19 рассказов, включая Они сделаны из мяса.
- Минский журнал НФ-фантастики «Фантакрим-MEGA'», № 2, 1992 год.
- Антология The New Hugo Winners III, Конни Уиллис, Мартин Г. Гринберг, 1992 год — в антологию так же вошли произведения Майка Резника, Джорджа Алек Эффинджера, Конни Уиллис, Роберта Силверберга, Лоис Макмастер Буджолд, Джо Холдемана.
- Антология Masterpieces: The Best Science Fiction of the Century, Орсон Скотт Кард, 2001 год — сборник лучших, по мнению Карда рассказов XX века, в него Кард собрал рассказы 27 своих коллег: П. Андерсона, Р. Хайнлайна, А. Азимова, Т. Старджона, А. Кларка, Р. Брэдбери, Х. Эллисона, Д. Мартина, Р. Силверберга, Ф. Пола, У. Гибсона, Д. Краули, Т. Биссона и других…
- Антология Best of the Best: 20 Years of the Year’s Best Science Fiction, Гарднер Дозуа, 2005 год.